# Karabach (paard)
Het karabachpaard is een Kaukasisch paardenras, genoemd naar de regio Karabach, waar het ras ontstaan is. Karabachpaarden komen voor in de zuidelijke Kaukasus: Georgië, Azerbeidzjan, Armenië en Noord-Iran. Het is een oud en gewaardeerd ras dat bijdroeg aan meerdere andere rassen in de omgeving. 

## Raskenmerken
In tegenstelling tot andere paarden slaat een karabachpaard bij paniek niet halsoverkop op de vlucht maar verstart het, hetgeen in de bergen van levensbelang is. 
Karabachpaarden bereiken een stokmaat van 147 tot 156 centimeter. Het zijn wendbare paarden met goede tredzekerheid. De vacht van de paarden heeft een fraaie glans en wordt gezien in goudgeel, goudbruin of roodbruin. Dit ras stamt waarschijnlijk af van kruisingen met de turkmeen, de pers en de arabier.

## In de Azerbeidzjaanse cultuur
Het karabachpaard is het nationale dier van Azerbeidzjan (Azerbeidzjaans: Qarabağ atı). Het paard staat op het wapenschild van de stad Şəki. Ook staat het in het logo van de voetbalclub Qarabağ. Verder is het paard in Azerbeidzjan en Armenië afgebeeld op verschillende postzegels.

## Afbeeldingen

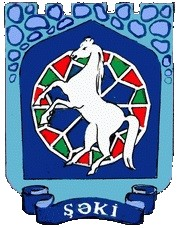
Wapen van Şəki
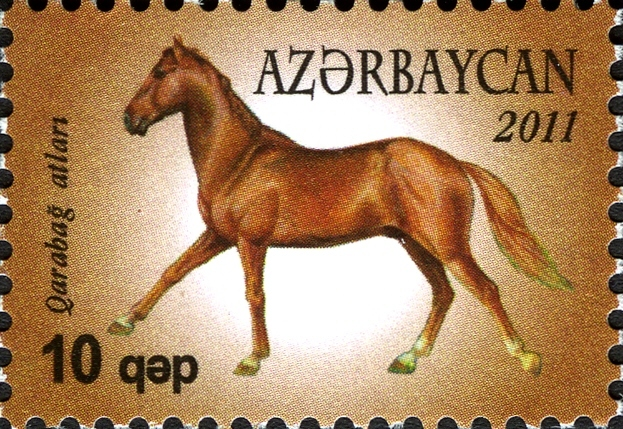
№1001
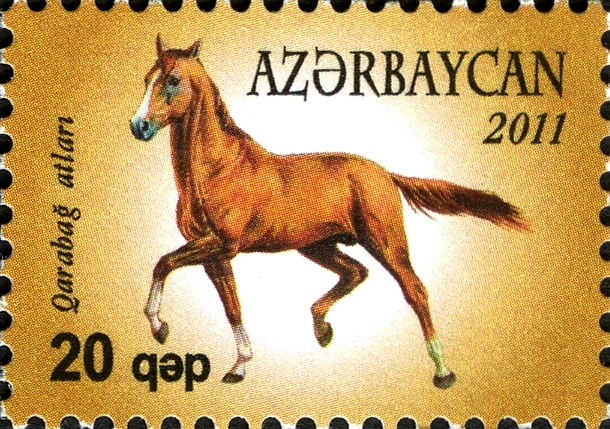
№1002
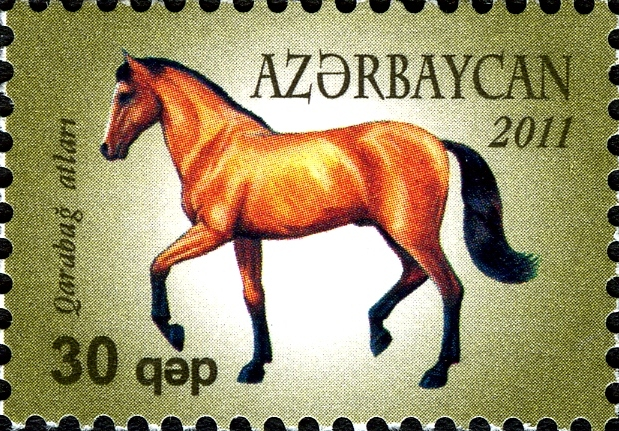
№1003
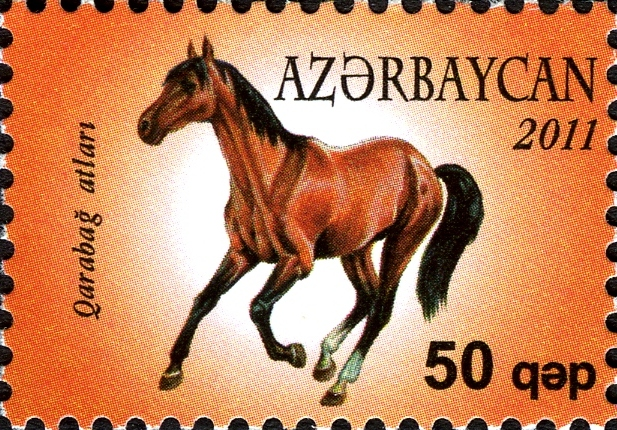
№1004
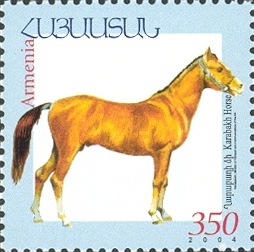
Armeense postzegel